# Ergys Kaçe
Ergys Kaçe (Korçë, 8 juli 1993) is een Albanees profvoetballer die doorgaans als verdedigende middenvelder speelt. Hij stroomde in 2022 door vanuit de jeugd van FK Panevėžys.

## Clubcarrière
Kaçe komt uit de jeugdopleiding van PAOK Saloniki. Hij debuteerde op 5 januari 2011 tegen MGS Panserraikos in de Griekse Super League. Tijdens het seizoen 2011/12 werd hij uitgeleend aan Anagennisi Epanomi, dat een divisie lager speelt. In de zomer keerde Kaçe terug bij PAOK. Op 3 maart 2013 maakte hij zijn eerste doelpunt voor PAOK in de competitiewedstrijd tegen Panionios.

## Interlandcarrière
Kaçe debuteerde op 6 juni 2013 als invaller voor het Albanees voetbalelftal in een WK-kwalificatiewedstrijd tegen Noorwegen. Op 14 augustus 2013 maakte hij in zijn tweede interland een doelpunt voor Albanië, in een vriendschappelijk treffen met Armenië. Kaçe was in een oefeninterland op 13 juni 2015 tegen Frankrijk de enige doelpuntenmaker (eindstand 1–0 winst). Kaçe kwam ook in aanmerking voor het Grieks voetbalelftal, maar koos daar niet voor. In juni 2016 nam hij met Albanië deel aan het EK 2016 in Frankrijk, het eerste interlandtoernooi waarvoor het land zich ooit plaatste. Albanië werd in de groepsfase uitgeschakeld na een overwinning op Roemenië (1–0) en nederlagen tegen Zwitserland (0–1) en Frankrijk (0–2).
1 Berisha ·
2 Lila ·
3 Lenjani ·
4 Hysaj ·
5 Cana ·
6 Veseli ·
7 Agolli ·
8 Basha ·
9 Memushaj ·
10 Sadiku ·
11 Gashi ·
12 Shehi ·
13 Kukeli ·
14 Xhaka ·
15 Mavraj ·
16 Cikalleshi ·
17 Aliji ·
18 Ajeti ·
19 Balaj ·
20 Kaçe ·
21 Roshi ·
22 Abrashi ·
23 Hoxha · 
Coach: De Biasi
1 Pavlenka ·
2 Camara ·
4 Peña ·
5 Michailidis ·
6 Lovren ·
7 Konstantelias ·
9 Tsjalov ·
11 Taison ·
14 Živković ·
15 Colley ·
16 Kędziora ·
18 Gómez ·
19 Otto ·
20 Vieirinha  ·
21 Rahman ·
22 Schwab ·
23 Sastre ·
25 Thymianis ·
27 Ozdojev ·
28 Wieteska ·
42 Kotarski ·
47 Shoretire ·
70 Samatta ·
71 Thomas ·
77 Despodov ·
80 Pelkas ·
82 Meïté ·
99 Tsiftsis ·
Coach: Lucescu